# Камень (Орловская область)
Камень — посёлок в Сосковском районе Орловской области России.
Входит в состав муниципального образования Рыжковского сельского поселения.

## География
Расположен в лесном массиве северо-восточнее посёлка Малорыжково на левом берегу реки Шатоха, впадающей в реку Крома; рядом с внутриобластной автомобильной дорогой.

## Население
| 2010 |
| ---- |
| 13   |